# Moment of Truth World Tour
Moment of Truth World Tour è stato un tour mondiale della cantante Whitney Houston, per pubblicizzare il suo secondo album Whitney pubblicato nel 1987.